# 瑪格麗特·史托克斯
瑪格麗特·史托克斯（Margaret Stocks，1895年4月26日—1985年1月1日），娘家姓麥克凱恩（McKane），是一名英格蘭羽球和網球運動員。她出生於倫敦，於1921年與安德魯·丹尼斯·史托克斯（Andrew Denys Stocks）結婚。同年，她與妹妹凱斯琳·麥克凱恩一起贏得了全英羽球錦標賽女子雙打冠軍。第二年，姐妹們在1922年溫布頓錦標賽女子雙打決賽中輸給了蘇珊·蘭格倫和伊莉莎白·萊恩。1924年，姐妹俩贏得了全英羽球錦標賽女子雙打冠軍，妹妹也同時成為同一年在全英羽球錦標賽獲得三冠王的第五位選手及第三位女選手。1925年，瑪格麗特·史托克斯也成為全英羽球錦標賽女子單打冠軍。